# Untxin
Untxin, és un petit riu del País Basc Nord que desemboca al Golf de Biscaia, a la mar Cantàbric. Neix al vessant sud del Xoldokogaina (486 m), a l'est de Biriatu, a una altitud de 392 metres, i la llargada del seu curs és de 10,5 km. En bona part del seu recorregut, l'acompanya un tros de l'autovia francesa A-63. La seva desembocadura és a l'oest de la badia de Donibane Lohizune.